# Riksrådsmötet i Stockholm 1320
Riksrådsmötet i Stockholm 1320 var en hovdag som hölls den 2 juni. Mötet är känt för stadgandet om järnbördens avskaffande i Hälsingland, samt för att man här verkställde avrättningen av konungasonen Magnus Birgersson.    

## Källmaterialet
Källmaterialet som vittnar om mötet består av två skilda dokument. Det ena är en förlikning på pergament som finns i original på Riksarkivet. Handlingen bekräftar en förlikning mellan priorinnan i Kalmar nunnekloster, Margareta Gustafsdotter, och hennes vän Håkan Läma rörande hennes donation av några gods till klostret. Brevet är utfärdat med riksens råds intyg Stockholm den 2 juni . 
Det ändra vittnesmålet om riksrådsmötet är ett stadgande om järnbörd i Hälsingelagens ärvdabalk. Här uti nämns att detta stadgats av hela konung Magnus Erikssons råd i Stockholm, strax efter att junker Magnus halshöggs. Stycket är enligt följande: Efter Vår Herres börd ett tusen trehundra tjugo år, onsdagen näst efter att junker Magnus blev halshuggen, åtta dagar efter Heliga Trefaldighets dag, i Stockholm, därför att ärkebiskop Olov klagade över att järnbörd åter hade kommit i bruk i Hälsingland, sedan den var avskaffad i konung Magnus och konung Birgers dagar, så stadgades detta i Stockholm av hela konung Magnus råd, som är konung i både Sverige och Norge, att järnbörd aldrig mera skulle brukas, och vidtogs därför samma rätt, som förr var stadgat för de mål, som voro järnbördsmål, tolvmannanämnd, och skola böter gäldas för varje mål, som nämnden fäller, såsom om han hade blivit fälld genom järnbörd.

## Riksrådsmötet
I förlikningsdokumentet nämns mötet som ett allmänt Sveahov, concilio generale swecie. Brevet är beseglat av följande rådsmän; ärkebiskop Olov, Birger Persson , Knut Jonsson , Ture Kettilsson, Bo Nilsson , Torgils Andersson , Stefan Röriksson (två sparrar), Tord Bonde och Håkan Läma. Dessa åtta stormän sägs enligt dokumentet sammanträtt i närheten av staden Stockholm i samtal om rikets ärenden. Mötesdeltagarna anses ha utgjort en slags interimistisk riksstyrelse under ledning av ärkebiskopen. Anledningen är att hertiginnan Ingeborg ej tycks deltagit i detta rådsmöte. Detta kan förklaras av att hon och kung Magnus var i Tunsberg den 9 april och den 11 juni befann de sig i Bergen.